# Forças Populares do Burundi
Forças Populares do Burundi (em francês:  Forces populaires du Burundi, conhecida pela sigla FPB) é uma milícia rebelde do Burundi, ativa no leste da República Democrática do Congo. Fundada em 2015, o grupo se opõe ao governo de Pierre Nkurunziza. Anteriormente era conhecida como Forças Republicanas do Burundi (em francês:  Forces républicaines du Burundi, Forebu).
O grupo foi fundado em dezembro de 2015, após um golpe militar fracassado contra o governo de Nkurunziza em maio de 2015 e um período subsequente de distúrbios. O grupo recrutou membros dos ex-soldados expurgados do Exército do Burundi após o golpe, muitos dos quais haviam fugido para o leste do Congo. Alguns recrutas também vieram do campo de refugiados de Lusenda. A maioria dos membros são oriundos do grupo étnico tútsi, embora uma minoria significativa seja hútu. Desde a sua criação, as Forebu foi liderado por Jérémie Ntiranyibagira, com Edouard Nshimirimana responsável pela administração do grupo. É conhecido por ter estado ativo nos territórios de Fizi e Uvira na província congolesa de Quivu do Sul, perto da fronteira com o Burundi.
Forebu colaborou anteriormente com outra facção rebelde do Burundi, Résistance pour un État de Droit au Burundi (RED-Tabara) e muitos dos membros do grupo posteriormente desertaram para as Forebu. Também foi alegado que a milicia recebeu apoio do governo congolês sob Joseph Kabila e, possivelmente, de Ruanda. Em agosto de 2017, as Forebu anunciou sua mudança de nome como parte de uma reorganização mais ampla.